# Хондекутер, Мельхиор де
Мельхиор де Хондекутер (нидерл. Melchior d'Hondecoeter, ок. 1636, Утрехт — 3 апреля 1695, Амстердам) — голландский рисовальщик и гравёр в технике офорта, живописец-анималист. Представитель большой семьи художников-анималистов, происходившей из Фландрии, многие члены которой эмигрировали в Голландию. Сын Гисберта де Хондекутера (1604—1653), внук Гиллиса Класа де Хондекутера. Часто подписывал свои работы монограммой «G.D.H.».

## Биография
Мельхиор де Хондекутер родился в 1636 году в городе Утрехте; его дед, отец — Гисберт де Хондекутер — и дядя (сестра его отца вышла замуж за художника Янa Баптистa Вениксa), некоторые другие родственники также были художниками. Мельхиор получил хорошее литературное и богословское образование и обладал даром слова; он был недалёк от выбора карьеры проповедника, но любовь к живописи взяла верх. Первым его учителем был отец, а потом Ян Баптист Веникс, превосходно писавший животных.
С 1659 года Мельхиор де Хондекутер работал в Гааге, где стал членом «Братства живописцев» (Confrerie Pictura). С 1663 художник жил и работал в Амстердаме. В 1663 году Хондекутер женился на Сюзанне Трейдель. Она жила на Лорьерграхте, и когда они поженились, ей было тридцать. На Лорьерграхте его окружали торговцы произведениями искусства и местные художники. Позже он переехал в дом на Лелиграхт (недалеко от нынешнего дома Анны Франк). В 1692 году умерла его жена. Мельхиор де Хондекутер жил в доме своей дочери Изабель на Вармоэстрат. Он скончался 3 апреля 1695 года в Амстердаме и был похоронен в «Западной церкви» (Вестеркерк). Он оставил дочери большие долги.

## Творчество
Мельхиор де Хондекутер приобрёл известность исключительно как художник мастерски изображавший птиц, которых он представлял не в виде инвентаря торговой лавки, а как живых существ с их страстями, радостями, страхами и ссорами. По словам Бургера, «Хондекутер демонстрирует материнство курицы с такой же нежностью и чувством, как Рафаэль — материнство Мадонны». Однако Хондекутер «возделывал узкое поле и редко заходил дальше петушиных боев или демонстрации простой птичьей жизни».
На картинах Хондекутера обычно присутствуют разные экзотические птицы на фоне парковых ландшафтов: гуси (чёрный гусь, египетский гусь и краснозобая казарка), рябинники, куропатки, голуби, утки, северный кардинал, сороки и павлины, а также африканские серые венценосные журавли, азиатские журавли-сарусы, индонезийские желтохохлые какаду, индонезийский лори с фиолетовым ворсом и седые неразлучники с Мадагаскара. Современники прозвали художника «Рафаэлем птиц» (нидерл. Raphaël van de vogels). Увлечение экзотикой дальних стран, в том числе изображениями экзотических животных, цветов и птиц, характерно для Голландии XVII века.
Хондекутер также расписывал настенные панно с видами зданий и парков. Штатгальтер Нидерландов Вильгельм III Оранский нанял Хондекутера, пользовавшегося благосклонностью магнатов Голландской Республики, для росписи своего зверинца в Хет Лоо, поскольку «художник мог легко преодолеть трудности с изображениями индийского слона и газели». В разные периоды своей жизни он украсил королевские замки Бенсберг и Ораниенштейн. «Он всегда смел и доверяет глазу, с большой живостью и точностью передавая движения птиц».
Его зарегистрированным учеником был Виллем Хендрик Вильгельмус ван Ройен. За ним следовали или испытали его влияние Д. Бирриус, Питер Кастелс (III), Адриан ван Олен, Феличе Бозелли, Анджело Мария Кривелли, Тобиас Страновер, Чарлз Коллинз, Мармадюк Крэдок, Адриан Курт, Ян ван Хейсум, и Элиас Вонк.
В Санкт-Петербургском Эрмитаже имеются пять картин Мельхиора де Хондекутера: «Птицы в парке» (два варианта), «Домашние птицы», «Охотничьи трофеи» (два варианта).

## Галерея

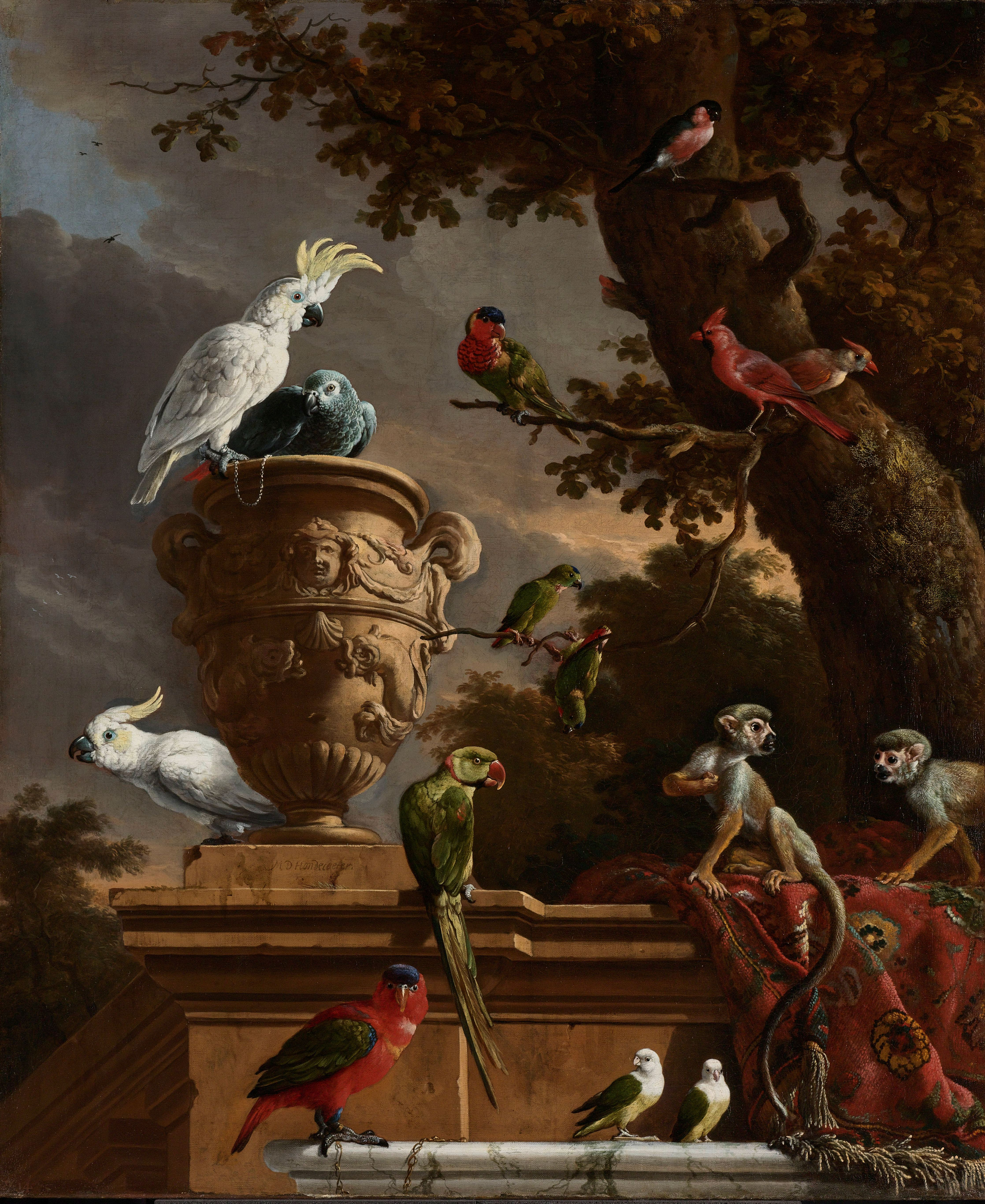
Менажери (Зверинец). Ок. 1690. Холст, масло. Рейксмюсеум, Амстердам
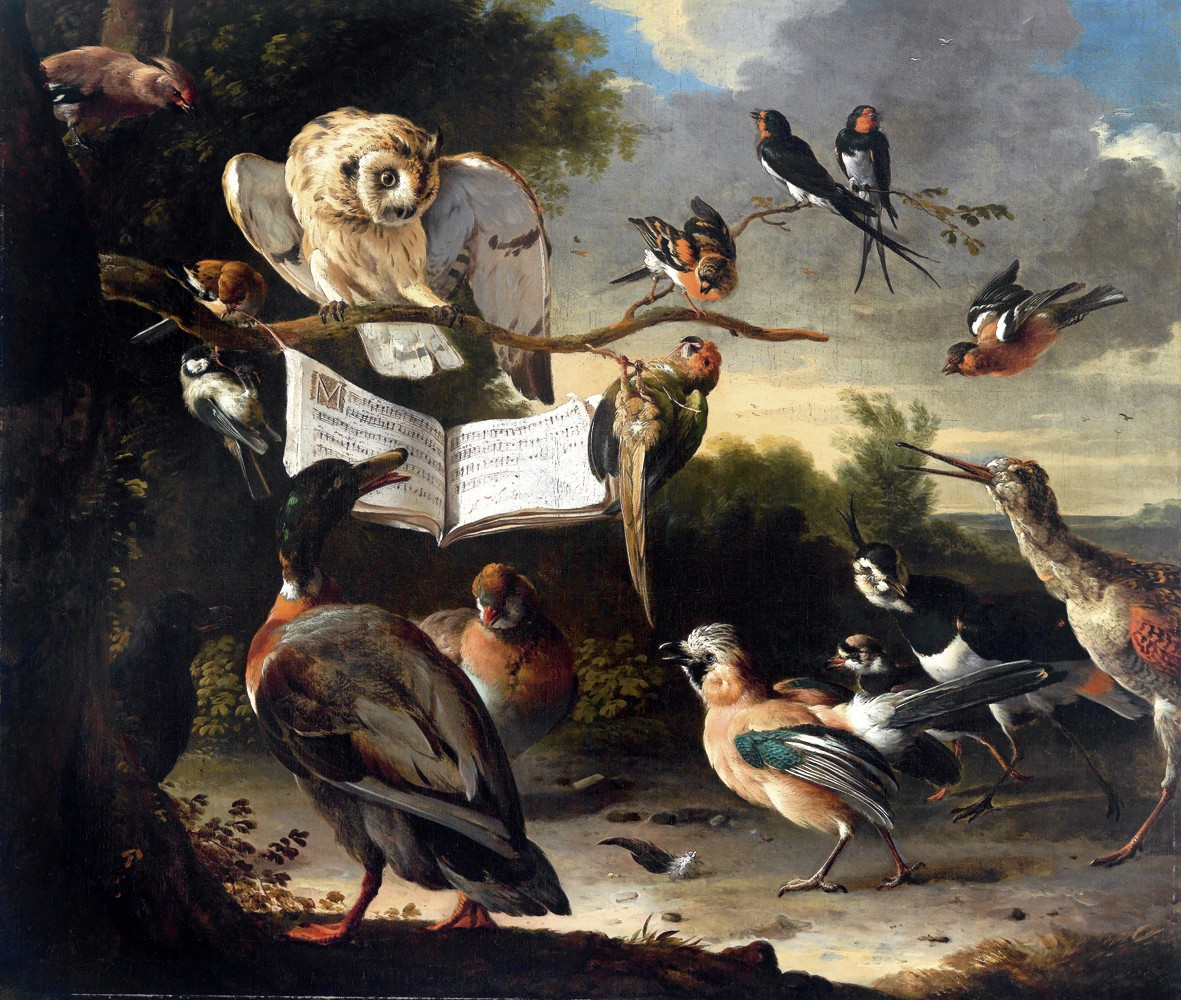
Птичий концерт. 1670. Холст, масло. Частное собрание
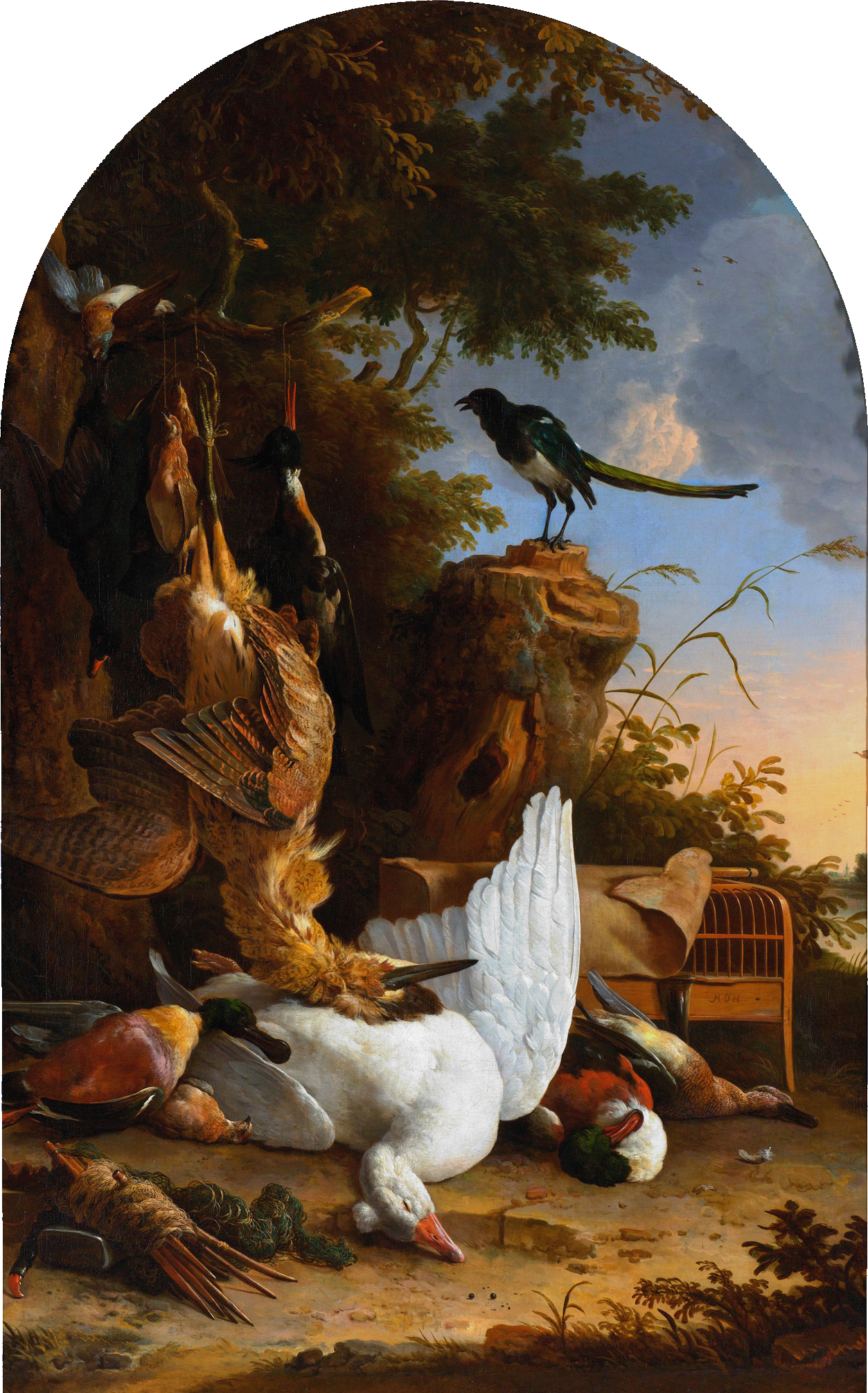
Охотничьи трофеи и сорока на пне. Ок. 1678. Холст, масло. Рейксмюсеум, Амстердам
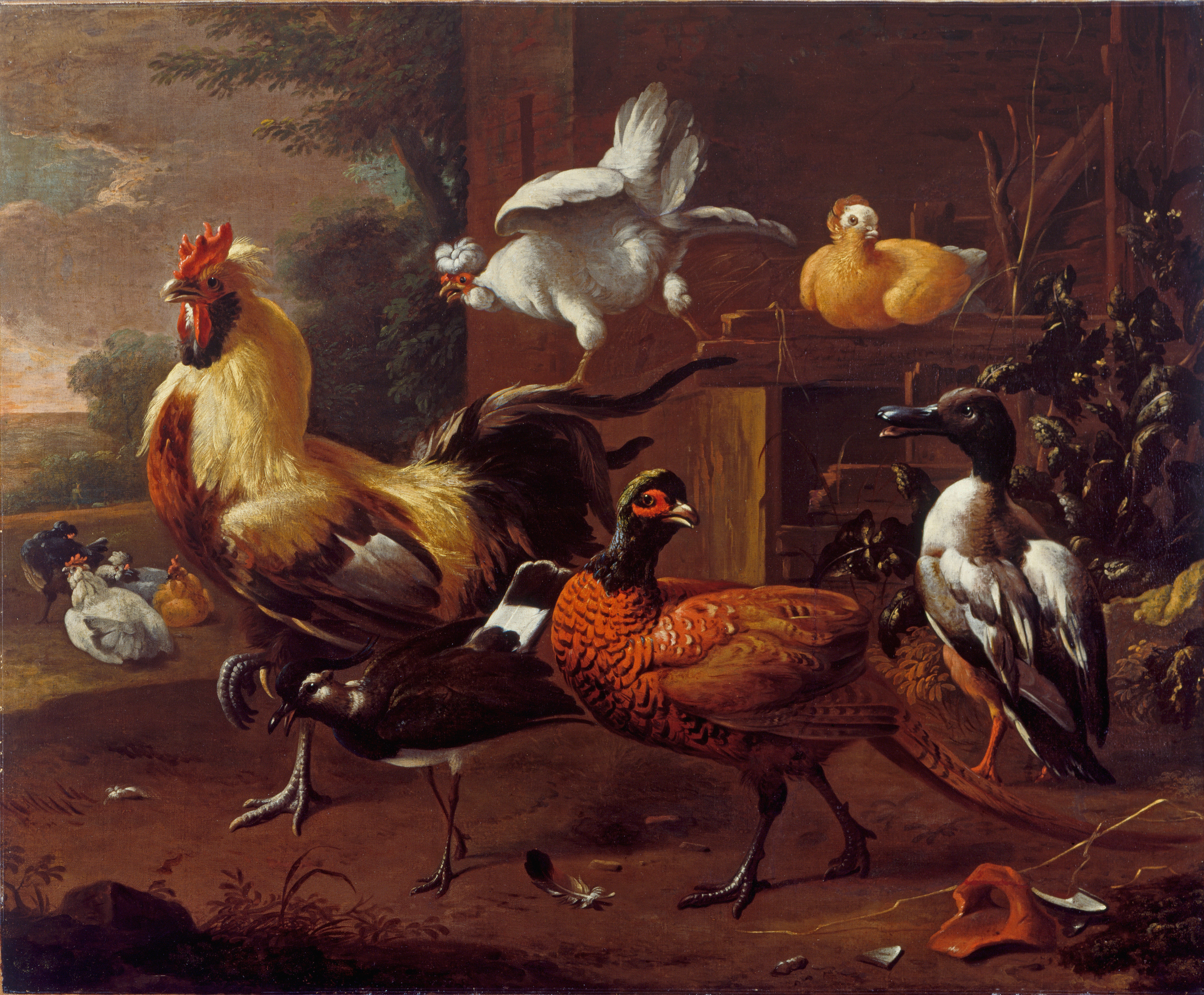
Куриный двор. 1686. Холст, масло. Земельный музей Нижней Саксонии, Ганновер
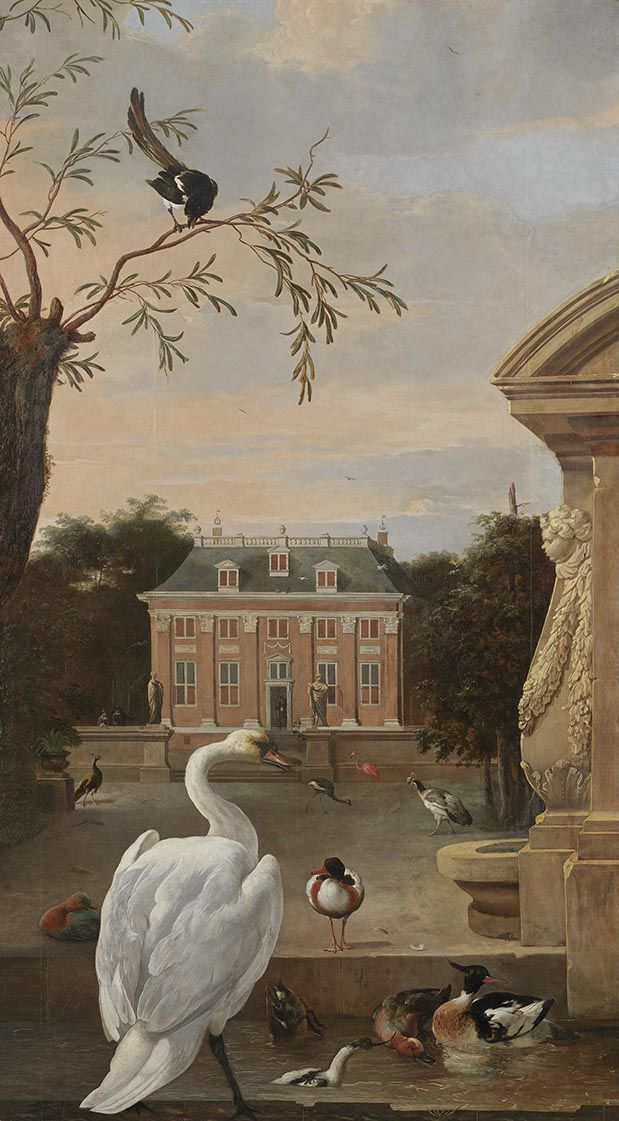
Парк птиц с видом на усадьбу Дримонд. Между 1671 и 1680. Холст, масло. Баварские государственные собрания картин, Мюнхен
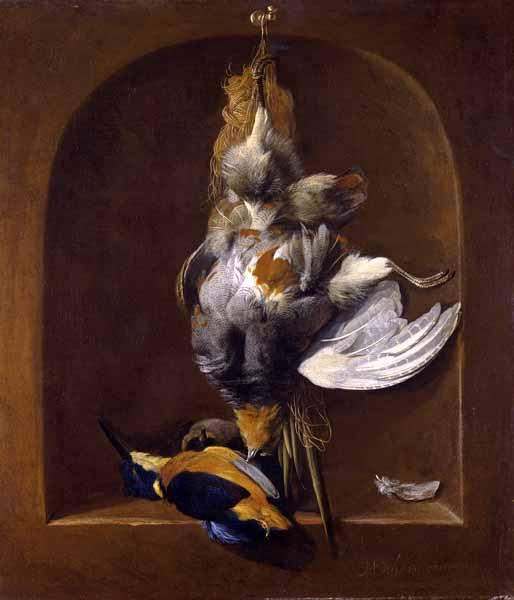
Натюрморт с птицами. 1670-е. Холст, масло. Музей искусств, Толидо, Огайо, США
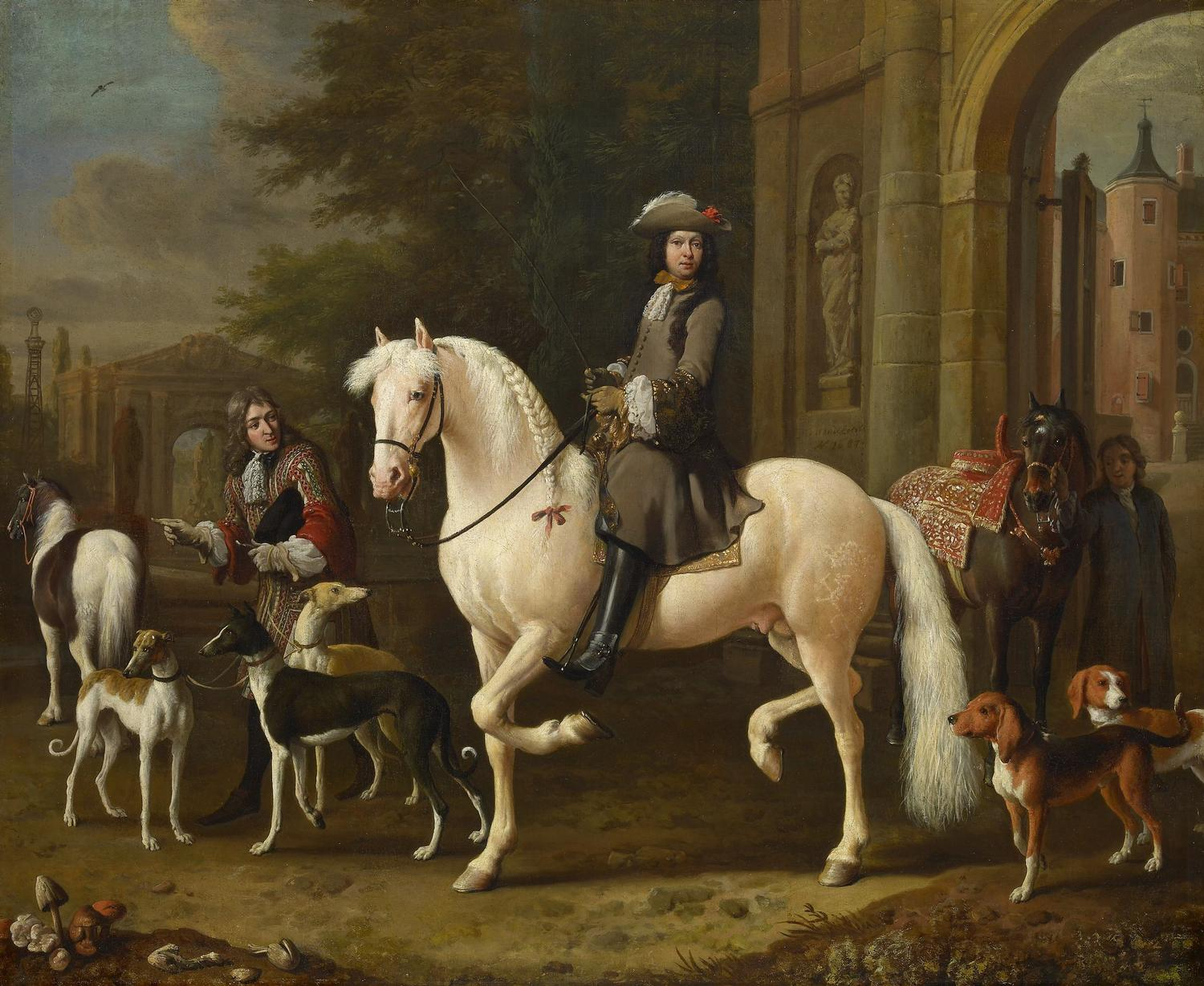
Йохан Ортт верхом на лошади у ворот Ниенроде. 1687. Холст, масло. Королевская коллекция, Великобритания
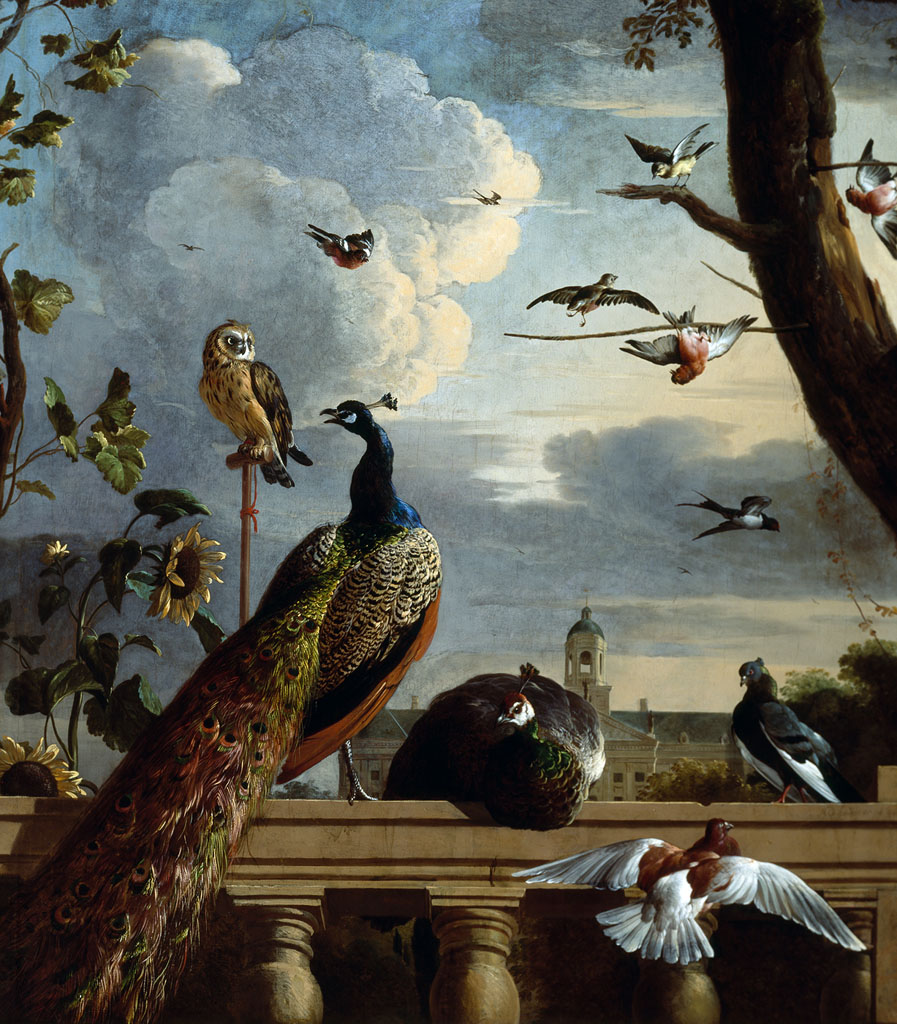
Птицы на балюстраде на фоне Ратуши. Между 1651 и 1695. Исторический музей, Амстердам
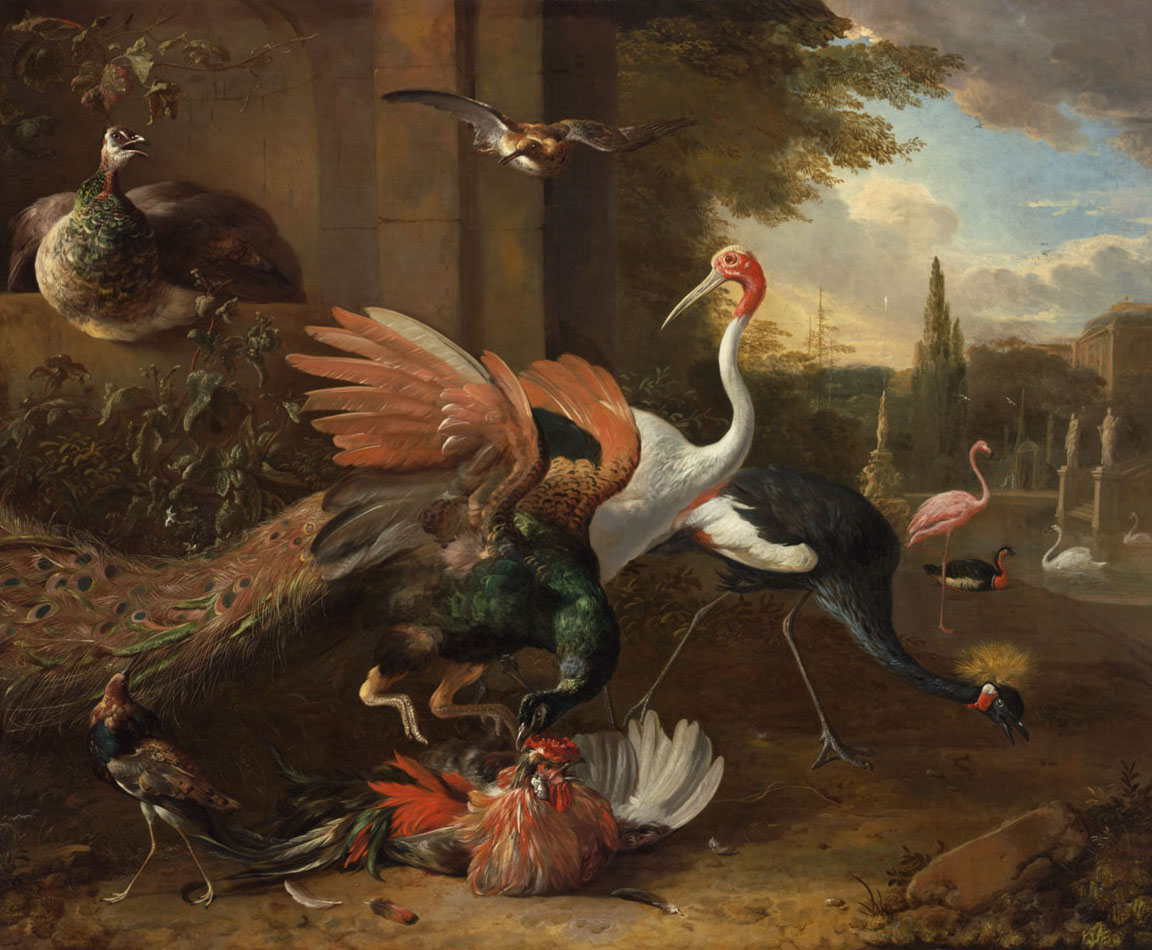
Павлин нападает на петуха. Ок. 1670. Холст, масло. Музей изобразительных искусств, Будапешт